# Onchocerca
Onchocerca je rod parazitických hlístic, které patří do skupiny Filarioidea. Tento rod se vyskytuje především v tropických a subtropických oblastech světa, včetně časti Evropy a USA.

## Seznam druhů
- Onchocerca armillata (mikrofilárie se nacházejí v kůži třísel, krku, hrudního laloku a pupku. Dopělci v aortě skotu buvolů, ovcí, koz a oslů v oblastech Afriky)
- Onchocerca cervicalis (koně celosvětově)
- Onchocerca dukei (nachází se v nodech v podkožních tkáních a okolí svalů u skotu, většinou v hrudníku, břiše, bránici a stehnech)
- Onchocerca fasciata (velbloudi)
- Onchocerca flexuosa (jeleni)
- Onchocerca gibsona (dobytek v Austrálii, Asii, Severní a Jižní Americe)
- Onchocerca gutturosa (výskyt u skotu a buvolů v šíjovém vazu, na chrupavce lopatky, kyčelního kloubu a plece)
- Onchocerca jakutensis (jeleni)
- Onchocerca lienalis (dobytek)
- Onchocerca lupi (psi celosvětově)
- Onchocerca ochengi (výskyt u skotu v oblastech Afriky. Nody se nacházejí v kožních a podkožních místech na vemeni, šourku a bocích)
- Onchocerca tubingensis (jeleni)
- Onchocerca volvulus (parazit, který způsobuje, dermatitidu a oční onemocnění u člověka v subsaharské Africe)
- Onchocerca retikulu (nachází se u koní, mezků a oslů, dospělí červi parazitují v pojivové tkáni šlach flexorů, většinou v předních končetinách)
- Onchocerca raillieti (dospělí červi se nacházejí v šíjovém vazu, v podkožních cystách na penisu a pojivové tkáni oslů a koní v oblastech Afriky)

## Anatomie
Dospělí červi rodu Onchocerca jsou tencí červi dosahující délky až 50 cm. Vyskytuje se u nich výrazný pohlavní dimorfismus (samci jsou mnohem menší než samice). Tělo je pokryto pružnou a pevnou kutikulou. Tělová dutina je vyplněna tekutinou, která se podílí na turgor těla, rozvodu a skladování živin a buněk coelomocytů a fagocytů (předpokládaná obranná nebo exkreční funkce). Trávicí soustava je dobře vyvinutá, má dva otvory – ústa a anus. Mají také nervovou soustavu, která je tvořena hltanových prstencem, z něhož vybíhají vpřed nervové větve. Samčí pohlavní soustava sestává z jednoho trubkového varlete, semenného váčku a chámovodu, do kterého ústí přídavné ejakutolární žlázky. Kopulační orgán je tvořen spikulami (jehlicovité nebo tyčinkovité kutikulární útvary). Samičí vaječníky jsou velké, navazuje na ně vejcovod, trubicová děloha, která končí v otvoru zvaném vulva a krátká vagina. Oocyty putují z vaječníků do dělohy, k jejich oplodnění však zpravidla dochází ve vejcovodu. V děloze se vytvářejí vícevrstvé vaječné obaly. Samice nekladou vajíčka, ale už živé larvy (microfilariae) o délce 0,5 mm; druhy kladoucí živé larvy se nazývají viviparní druhy. Doba mezi nákazou a uvolněním infekčním larev je poměrně dlouhá, v závislosti na druhu může trvat až jeden rok.

## Životní cyklus
Červi rodu Onchocerca mají nepřímý životní cyklus s dobytkem, psy a dalšími savci jako konečnými hostiteli. Mezihostitelem jsou krev sající hmyz specifický pro různé druhy. Komáři druhu Culicoides jsou mezihostitelem Onchocerca Gibsona, černé mouchy rodu Simulium jsou mezihostitelem pro Onchocerca gutturosa a Onchocerca dukei. Dospělé samice v konečném hostiteli uvolní do krevního oběhu larvy. Jejich L1 zvané mikrofilárie jsou roznášeny krví nebo migrují kůží po celém těle hostitele, kde jsou dostupné krev sajícím vektorům. U některých druhů byla zaznamenána cirkadiánní periodicita vyplavování mikrofilárií do periferní krve korelující s aktivitou vhodného vektora. Microfilárie se dostanou do mezihostitele sáním krve nakaženého jedince. V členovci probíhá další vývoj v tukovém tělese, thorakálním svalstvu, hemocoelu či v mapigiho trubicích. Infekční L3 pronikají aktivně do definitivního hostitele při opětovném sání vektora. Životní cykly některých druhů Onchocerca nebyly ještě zcela objasněny.

## Významné druhy
Obvykle druhy, které napadají dobytek, nezpůsobují klinické příznaky. U některých druhů mohou být hmatatelné nody. Ekonomické škody pramení zejména ze znehodnocení masa infikovaného zvířete.

### Onchocerca gutturosa
Onchocerca gutturosa, filariální hlístice přenášená muchničkami rodu Simulium, byla hlášena ze skotu z mnoha oblastí. Dospělí parazité se objevují zejména mezi dvěma lamelovými částmi šíjového vazu.
O. gutturosa jsou distribuovány ve vzoru, který odpovídá v zásadě tomu vyskytujícímu se u O. volvulus infekcí u člověka. Nicméně bylo zjištěno, že O. gutturosa mikrofilárie se zahustí ve středu pupeční oblasti, bez ohledu na místo výskytu dospělého parazita. Distribuce mikrofilárií koreluje s preferovaným místem kousnutí Simulium ornatum, běžného vektora O. gutturosa v Británií. Muchničky jsou příliš velké, aby procházely mezi chloupky a dosáhly povrchu kůže, a příliš malé, aby jejich ústní ústrojí proniklo mezi chlupy. Proto preferují oblast pupku.
Zatím nebyly zaznamenány žádné významnější patologické změny spojené s parazity O. gutturosa.

### Onchocerca lupi
Tento parazit je původcem onchocerkózy psů a koček, u kterých se vyskytuje buď v akutní, nebo chronické formě. Vyznačuje se nodulárními lézemi v oblasti očí spojených s infekcemi (tj. zánět spojivek, oční fotofobie, otoky, slzení, výtok, exopthalmia). V oblastech s epidemickým výskytem Onchocerca Lupi mohou být parazité izolováni i z kožních sedimentů zjevně zdravých jedinců, proto psi s viditelnou oční infekcí představují jen malé procento infikované populace.
Onchocerca Lupi nepředstavuje ohrožení pro člověka, ale byly zaznamenány případy nakažení člověka Onchocerca Lupi (první případ byl zaznamenán v Turecku).

### Onchocerca volvulus
Onchocerca volvulus je nebezpečný parazit člověka a několika dalších druhů primátů (nakažených je více než 30 milionů lidí) v oblastech Afriky, Arábie, Guatemaly, Mexika, Venezuely a Kolumbie. Dospělci jsou lokalizováni ve větším množství v nodulech zvaných onchocerkomy, zjevných jako podkožní boule. Hlavním patogenním agens jsou mikrofilárie vyskytující se v kůži. Vektorem jsou některé muchničky rodu Simulium, které jsou svou biologií vázané na vodu, proto se onchocerkóza vyskytuje především v říčních oblastech, odtud taky pochází název říční slepota.

#### Biologie
Dospělí červi se nacházejí pod kůží ve formě cyst. Pokud se vyskytují v kostech nebo v kloubech, vytvoří permanentní uzlík. Umístění těchto uzlíků se liší na základě geografické polohy. V Africe se většina infekcí vyskytuje pod pasem, zatímco v centrální Americe většinou v horní části těla. Toto umístění odpovídá preferencím vektora (mikrofilárie se koncentrují na místech, kde dojde k bodnutí hmyzem). Nesvlečené mikrofilárie zůstávají v kůži, kde mohou být nasáty vektorem (černou mouchou Simulium). Ústní ústrojí vektoru není přizpůsobeno na hluboké bodnutí, jejich potrava se skládá z tkáňového moku obsahujícího velký počet mikrofilárií. Po nasátí černou muškou mikrofilárie migrují do oblasti svalů hrudníku. Tam se vyvinou až do L3 stádia, které je infekční. Pak se přesouvají do labia mušky, odkud mohou nakazit nového hostitele při dalším saní.

#### Symptomy onchocerkózy
Příznaky onchocerkózy odrážejí vývojové stádium parazita a stupeň imunitní odpovědi hostitele. Klinické projevy jsou velmi variabilní.
Příznaky onchocerkózy se nezobrazí, dokud larvy L3 nedozrají na dospělé červy. Příznaky se v průměru objevují mezi 9 měsíci až 2 roky po počátečním infikování.
V časných stádiích infekce může docházet ke generalizovanému svrbění, které může být velmi závažné. Může být přítomna bradavičkovitá vyrážka (anglicky onchodermatitis), při chronické infekci trvající několik let může vést k lichenifikaci (zhrubnutí kůže), ztrátě elasticity kůže, atrofii a depigmentaci.
Svědění očí, zarudnutí, nebo světloplachost mohou být časné příznaky oční onchocerkózy. V průběhu let zjizvení postupuje a může způsobit zhoršení zraku a nakonec i oslepnutí. Akutní zánět očního nervu je méně častý, ale může také způsobit oslepnutí.
Může dojít ke ztrátě hmotnosti a generalizované myalgii (svalové bolesti).

## Přenašeči
Přenašeči onemocnění způsobených hlísticemi rodu Onchocerca jsou členovci řádu Diptera, ale nejčastěji se jedná o muchničky (čeleď Simuliidae).
Samice u většiny druhů vyžaduje saní krve pro zrání vajec, což dělá z druhu Simuliidae škůdce důležité při přenosu parazitů. Navzdory lékařské důležitosti některých druhů, muchničky jsou také důležité pro ekologii tekoucích vod, protože mají vzácnou schopnost filtrovat organické látky a zpřístupnit je potravinovému řetězci. Jsou též významné pro monitorování životního prostředí znečistěných sladkých vod, protože nezralá stadia jsou citlivá na znečištěnou vodu.

### Anatomie
Zrak hraje důležitou roli v chování muchniček. U samic jsou jednotlivé části (ommatida), z nichž jsou složeny oči velmi malé (10 až 15 mikrometrů). U samců jsou oči mnohem větší. Krátké antény připomínající rohy jsou u obou pohlaví stejné, složené z malých diskovitých segmentů. Nejčastější počet těchto segmentů je 11. Palpy jsou podstatně delší než sosák a nesou na třetím článku velké smyslové orgány. U samců a málo druhů samic, které nekoušou, nejsou mandibuly a maxilly ozubené. Samci se liší od samic větším hrbem na hrudníku, většíma narudlýma očima a štíhlejším zadečkem.
Křídla jsou krátká, široká, bezbarvá a transparentní. Žilkování je charakteristické, s dobře vyvinutou radiální žilou podél předního okraje. I přes svůj slabý vzhled jsou křídla vysoce efektivní a v bezvětří jsou muchničky schopny létat mnoho kilometrů.
Zadeček se skládá z 8 segmentů, poslední tři, které uskladňují genitálie, nejsou velmi viditelné.

### Životní cyklus
Délka životního cyklu se liší podle druhu a okolních podmínek. V mírných oblastech druhy mohou mít jednu generaci za rok, zatímco u tropických druhů se vyskytuje kontinuální množení.
Vejce, larvy a kukly se nacházejí jen v tekoucí vodě. Výskyt je celosvětový, chybí jen na pouštích a několika izolovaných ostrovech.
Vajíčka jsou obyčejně kladena v dávkách 200 až 300, na objektech v blízkosti tekoucí vody, nebo přímo do vody nebo na povrchu. Vejce jsou buď hozena přímo do vody a klesnou ke dnu, nebo jsou položena na vznikající objekty v blízkosti vodní hladiny, kde jsou přímo obmývaná vodou. Komunální vaječné hmoty mohou být vytvořeny několika samicemi kladoucími v těsné blízkosti, a existují určité důkazy, že gravidní samice mohou být přitahovány k vajíčkům stejného druhu, pravděpodobně na základě přítomnosti feromonů. Samičky několika druhů pronikají až do hloubky 15 cm pod vodní hladinou, aby nakladly vajíčka na ponořené substráty.
Z vajíčka se vylíhne larva, která má výraznou sklerotizovanou hlavu s párem jednoduchých očí a protáhlým tělem tvaru přesýpacích hodin. Larva přilepí na substrát hedvábnou pavučinu, která pokračuje do hedvábného vlákna, na kterém je larva unášena po proudu a hledá vhodný objekt, na nějž by se usadila. Larvy obvykle zůstávají v blízkosti povrchu vody, obvykle se nacházejí v hloubce menší než 300 mm (kromě některých velkých říčních druhů, které mohou být nalezeny v hloubce několika metrů).
Hlava a hrudník z kukly jsou sloučeny do hlavohrudě se segmentovaným zadečkem. Hlavohruď nese dvojici podlouhlých, rozvětvených žáber. Tvary kokonu a žábry jsou důležitými znaky v identifikaci druhů.
Kukla, který nepřijímá potravu, postupně tmavne, jak se dospělec uvnitř vyvíjí. Na konci vývoje se obal kukly roztrhne. Dospělec plave na povrch v bublině vzduchu a je buď okamžitě schopen letu, nebo vyleze na objekt, aby dosáhl vzduchu.
Dospělci se vyskytují převážně ve dne, v závislosti na světle a teplotě.

## Prevence
Existuje jen velmi málo zkušeností s bojem proti parazitům rodu Onchocerca. Velmi efektivním způsobem se prokázal boj proti černým muškám rodu Simulium. Ochrana dobytka proti těmto vektorům, například přidáváním syntetických pyrethroidů do potravy, snižuje počet nakažených jedinců nebo množství červů v těle infikovaného zvířete.
Za normálních okolností se antihelmetika nepoužívají pro léčbu hospodářských zvířat (nejsou účinná na dospělce). Ale je známo, že některé makrocyklické laktony, levamizol a derivát piperazinu jsou účinné proti mikrofiláriám. Vakcíny proti červům rodu Onchocerca nejsou zatím vyvinuty.